# Proagonistes vulpinus
Proagonistes vulpinus là một loài ruồi trong họ Asilidae. Proagonistes vulpinus được Bromley miêu tả năm 1930. Loài này phân bố ở vùng nhiệt đới châu Phi.